# 第47回国民体育大会
第47回国民体育大会（だい47かいこくみんたいいくたいかい）は、1992年に開催された国民体育大会である。史上5回目の完全国体である。テーマは「べにばな国体」、スローガンは「思いっきり躍動　21世紀の主役たち」。開催時の県知事は板垣清一郎。
この国体開催に合わせて立ち遅れていたインフラ整備も行われ、庄内空港の開港、山形新幹線の開業、山形自動車道の村田JCTから寒河江ICまでの開通と高速交通網の整備が一挙に進んだ。

## 大会概要
| 季    | 期間                    | 開催地             | 競技数 | 参加者数 |
| ----- | ----------------------- | ------------------ | ------ | -------- |
| 冬    | 1992年1月26日 - 1月29日 | 山形県山形市       | 2      | 2,214    |
| 冬    | 1992年2月28日 - 3月2日  | 山形県山形市       | 2      | 2,219    |
| 夏    | 1992年9月6日 - 9月9日   | 山形県（5市町）    | 5      | 5,238    |
| 秋    | 1992年10月4日 - 10月9日 | 山形県（30市町村） | 33     | 20,422   |
| 合 計 | 合 計                   | 合 計              | 42     | 30,093   |

### マスコットキャラクター
宣伝キャラクターはたいきくん。北山形駅前の小便小僧もたいきくんの衣装をまとい、盛り上げた。

### イメージソング
- 徳永英明「風の言葉」

### 音楽
坪井伸親

### 活躍選手
のちにハンマー投の金メダリストとなる室伏広治がやり投で出場（ハンマー投げは種目に無かった）し、ほぼ初心者に等しいながらも驚異的な身体能力で2位を獲得した。
高校野球決勝戦では、星稜高校の松井秀喜選手が高校通算60本目のホームランを打ち高校野球公式戦最後のホームランとなり、決勝戦を制した。
華原朋美が障害馬術トップスコア競技（少年の部）で4位に入賞した。

## 開会式発煙筒事件
10月5日に山形県総合運動公園陸上競技場（現：NDソフトスタジアム山形）で行われた秋季大会開会式で、第125代天皇（現：上皇明仁）が「おことば」を述べていた際に、新左翼系党派「統一共産同盟」の活動家の男が「天皇訪中反対」・「天皇は帰れ」などと叫び、トラックからロイヤルボックスにいた天皇・皇后に向けて発煙筒を投げつける事件が発生した。発煙筒はトラック内に落ちたため2人に怪我は無く、男はすぐに取り押さえられた。しかし、要人警護体制の不備が露わになり、国内に大きな波紋を広げた。後日、警護体制不備の責任をとり山形県警警備部長が辞表を提出した。

## 実施競技
- 陸上競技
- 水泳
- サッカー
- スキー
- テニス
- 漕艇
- ホッケー
- ボクシング
- バレーボール
- 体操
- バスケットボール
- スケート
- アイスホッケー
- レスリング
- ヨット
- ウェイトリフティング
- ハンドボール
- 自転車競技
- ソフトテニス
- 卓球
- 軟式野球
- 相撲
- 馬術
- フェンシング
- 柔道
- ソフトボール
- バドミントン
- 弓道
- ライフル射撃
- 剣道
- ラグビー
- クレー射撃
- 高校野球（公開競技）
- カヌー
- 山岳競技
- アーチェリー
- 空手道
- 銃剣道
- なぎなた
- ボウリング

## 総合成績

### 天皇杯
- 1位 - 山形県
- 2位 - 東京都
- 3位 - 愛知県

### 皇后杯
- 1位 - 山形県
- 2位 - 東京都
- 3位 - 愛知県